# Andrew Ingersoll
Andrew Perry Ingersoll és professor de ciències planetàries a l'Institut Tecnològic de Califòrnia.
Va néixer a Chicago, Illinois el 1940 i es va traslladar a Brooklyn quan era nen i es va graduar a l'escola secundària als 16 anys. Va obtenir el títol de llicenciat a l'Amherst College el 1960 i el seu màster per la Harvard el 1961. Va rebre el seu doctorat de la Universitat Harvard el 1966.
Després de la seva graduació, es va incorporar a Caltech com a professor ajudant al departament de ciències planetàries el 1966. Es va convertir en professor associat el 1971 i professor titular el 1976. Va ser el Professor Earle C. Anthony de ciències planetàries en Caltech de 2003 a 2011. Ha realitzat importants contribucions per entendre les atmosferes planetàries, inclosos estudis fonamentals sobre l'efecte hivernacle fugitiu sobre Venus, i la dinàmica atmosfèrica dels planetes gegants.
Ha estat entrevistat sobre la seva investigació en el documental Science Channel "The Planets". Entre molts altres premis, va rebre el Premi Gerard P. Kuiper el 2007, la Medalla d'assoliment científic excepcional de la NASA el 1981 pel seu treball en el programa Voyager, i va ser elegit membre de l'Acadèmia Americana de les Arts i les Ciències el 1997.